# Numismatique ombrienne
La numismatique ombrienne est une branche de la numismatique qui s'occupe de l'étude de la monnaie frappée dans la Regio VI Umbria.

## Description
Pour la Regio VI Umbria les séries connues sont au nombre de trois :
- Ariminium
- Iguvium
- Tuder

Il s'agit de monnaies archaïques à base de monnaie coulée.

## Ariminum

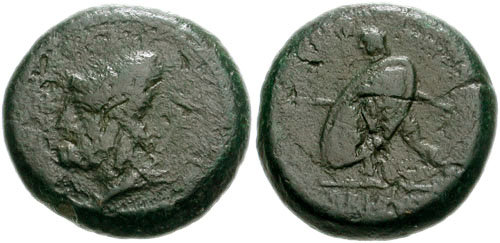
Tête de Vulcain
ARIMN Guerrier Gaulois armé de bouclier ovale et lance

Selon Strabon Ariminum a été une ville ombrienne  conquise par la suite par les Gaulois.
« À Ariminum a été établie une colonie romaine vers l'an 268 av. J.-C.. »
De cette ville sont issues une série de monnaies aes grave ainsi qu'une monnaie frappée.

### Série coulée
La série coulée est brute. Elle est caractérisée par un type de pièce qui a sur le droit une tête de guerrier gaulois avec des cheveux longs retombant sur le cou, de longues moustaches ainsi que le torques, le typique collier des guerriers gaulois.
Lenormant attribuait l'aes grave de Ariminum à la période correspondant au contrôle des Sénons sur la ville, période qui voyait une alliance forte entre Gaulois, Étrusques, Samnites et Ombriens. Cette alliance fut défaite par les Romains lors de la Bataille de Sentinum (295 av. J.-C.). Mommsen à partir de caractéristiques stylistiques, retenait que les monnaies coulées appartenaient à une période successive, c'est-à-dire quand la ville était déjà entrée dans le giron de Rome, mais avant la fondation de la colonie romaine.
Selon les opinions d'auteurs récents les monnaies appartiendraient à la période successive à la fondation de la colonie romaine soit entre -268 et -225.
La série est articulée autour d'une pièce d'un as d'environ 387 g ainsi réalisée :
| Quinconce | Tête de coq dx | bouclier •••••        |
| Triens    | „              | Épée et fourreau •••• |
| Quadrans  | „              | trident •••           |
| sextant   | „              | dauphin ••            |
| uncia     | „              | éperon •              |
| Semuncia  | „              | coquille              |

Head cite aussi un as avec la tête de coq au droit et une d'équidé au revers mais l'exemplaire cité n'est pas connu.

### Monnaie frappée
La monnaie frappée est en bronze, son poids varie de 3,6 g à 7,25 g et son diamètre est de 17–19 mm. Le texte de la légende en caractères latins fait dater cette monnaie de la période successive à la colonie romaine.
Tête de Vulcain
ARIMN Guerrier Gaulois armé de bouclier ovale et lance.
Des copies de la monnaie sont présentes dans de nombreuses collections dont :
B. M. C., Italy
SNG Morcom: 51,
SNG France (Italie) etc.

## Iguvium

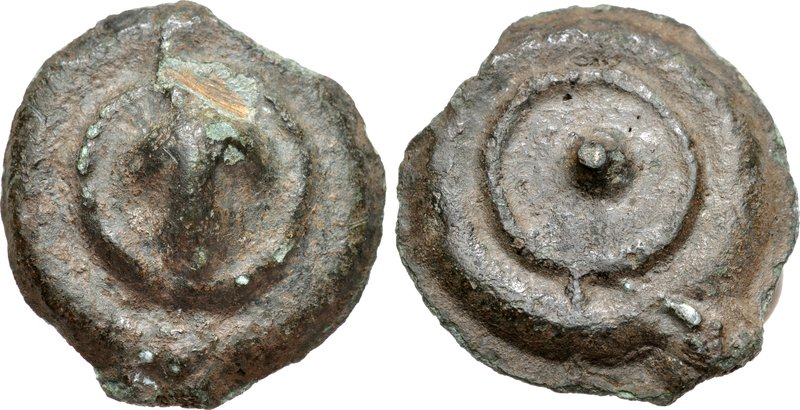
Uncia:
grappe de raisin
disque avec signe de valeur: •

Iguvium (Gubbio) était un centre fortifié sur le versant occidental des Apennins, qui resta indépendante jusqu'à la  fin de la  Guerre sociale.
La monnaie coulée de cette ville est sur le même standard de la monnaie de Tuder et est considérée d'époque antérieure à 268 av. J.-C.. L'inscription est faite en caractères ombriens et selon Conway elle doit être lue comme Ikuvins ou Ikufins. En général, elle est opposée sur le revers.
Rutter  rapporte trois séries.
Première serie, basée sur l'as de 196 g :
| Triasse  | soleil                      | lune                        | '''\|\|\| |
| As       | soleil                      | lune et étoile              | \|        |
| Semis    | „                           | „                           | )         |
| Triens   | roue                        | roue                        | ••••      |
| Quadrans | roue                        | roue                        | •••       |
| Sextant  | branche de palme            | Corne d'abondance           | ••        |
| Uncia    | grappe de raisin sur disque | disque avec signe de valeur | •         |

Seconde série, basée sur un as de 180 g
| As       | Casque corinthien | Corne d'abondance | \|   |
| Semis    | „                 | „                 | )    |
| Triens   | tenaille          | cornucopiæ        | •••• |
| Quadrans | „                 | „                 | •••  |
| Sextant  | branche de palme  | „                 | ••   |
| Uncia    | grappe de raisin  | „                 | •    |

Troisième série, basée sur un as de 187 g ; compte seulement une monnaie.
| Semis | grain de blé (ou bouclier) et deux étoiles | lune et astragale | ) |

Il existe aussi d'autres variantes
De Iguvium on ne connait pas de monnaie frappée.

## Tuder

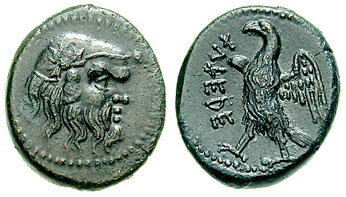
Æ, 22mm (4.66 g), vers -280/-240, bronze tête de Silène, droit :couronne de raisin, revers : aigle à ailes déployées

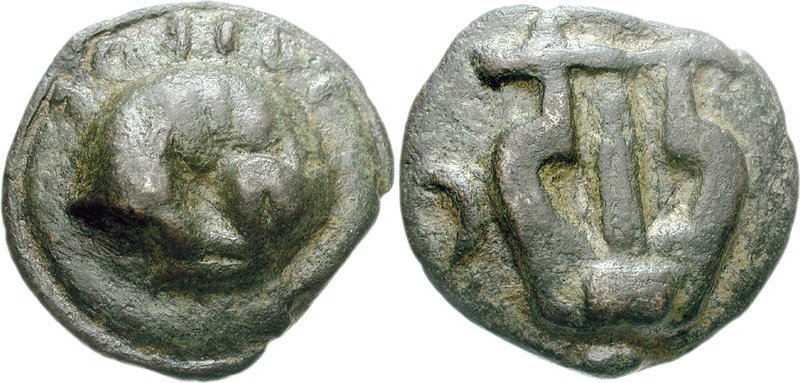
Aes grave, vers -235: chien dormant, droit/lyre, revers

Tuder (Todi) était une ville importante sur la rive gauche du Tibre aux confins de l'Étrurie.
Sur les monnaies l'écriture est en alphabet ombrien, †V†EDE (Tutere) ou inversé, .
Rutter signale trois séries de Aes grave et une de monnaie frappée.
Première série basée sur un as d'environ 204 g.
| Uncia | crapaud | tartue; † V | • |

Seconde série, basée sur un as de 248 g environ.
| As       | aquila; †V†EDE                  | Corne d'abondance avec grappe de raisin et épi de blé. | \|   |
| Semis    | chien dormant; †V†EDE           | lyre                                                   | )    |
| Triens   | deuc navires ; au milieu †V†EDE | main droite avec ceste                                 | •••• |
| Quadrans | ancre                           | crapaud; †V                                            | •••  |
| Sextant  | cigale                          | trident; †V                                            | •••  |
| Uncia    | kantharos                       | pointe de lance; †V                                    | •    |

Troisième série, basée sur un as de 82,5 g environ.
| Semis    | chien dormant                  | lyre                        | )    |
| Triens   | deux navires; au milieu †V†EDE | main droite avec un caestus | •••• |
| Quadrans | ancre                          | crapaud                     | •••  |
| Sextant  | trident                        | cigale                      | •••  |
| Uncia    | pointe de lance                | vase                        | •    |

Les monnaies frappées sont :
Tête de jeune homme avec Pileus/Laie et porcelet ; au-dessus †V†EDE (Tutere). (B. M. C., Italy, p. 397) env: 22 mm
Tête de Silène, couronne de raisin/Aigle, ailes ouvertes, †V†EDE  (Berl. Cat., III. i. Pl. I. 11). (Ib., p. 39) env: 18 mm
Tête de Pan / Corne d'abondance avec grappe de raisin et épi de blé; †V†EDE env:13 mm

## Sources

### Études
- (en) Keith Rutter, Historia numorum : Italy, Londres, British Museum Press, coll. « Scholarly », 2001, 223 p. (ISBN 978-0-7141-1801-7)
- (en) Arthur Sambon, Les monnaies antiques de l'Italie : Étrurie, Ombrie, Picenum, Samnium, Campanie (Cumes et Naples), Paris, Bureaux du « Musée », 1903, 445 p. (OCLC 11150590)
- (en) David Ronald Sear, Greek coins and their values, vol. 1 : Europe, Londres, Seaby, 1978, 317 p. (ISBN 978-0-900652-46-2)
- (en) Bradbury K. Thurlow et Italo G. Vecchi, Italian cast coinage : a descriptive catalogue of the primitive cast bronze money of ancient Rome and her dependencies, Londres, Veechi, 1979, 50 p. (ISBN 978-0-9506836-0-7)
- (it) Alberto Campana, « Corpus Nummorum Antiquæ Italiæ », Panorama Numismatico,‎ 1992-2003 (ISSN 0392-971X)
- (en) Robert Seymour Conway, The Italic dialects, Hildesheim, G. Olms, 1967 (OCLC 25063)

Ariminum
- (it) Stefano Balbi De Caro, « Aes grave italico con testa di Gallo - Ariminum III secolo a.C. », dans Paola Santoro, I Galli e l'Italia, Rome, De Luca, 1978 (OCLC 4982165), p. 259-260
- (it) Francesco Panvini Rosati, « La monetazione di Ariminum », Studi Romagnoli, Faenza, vol. 13,‎ 1962, p. 159-163 (OCLC 881807338)

Iguvium
- (it) Alberto Campana, « Corpus Nummorum Antiquæ Italiæ : Umbria - Iguvium », Panorama Numismatico, vol. 59,‎ 1993 (ISSN 0392-971X)

Tuder
- (it) Fiorenzo Catalli, « La monetazione di Todi in un manoscritto del XVIII secolo », Bollettino di Numismatica, Rome, no 4 (supplemento),‎ 1987 (ISSN 0392-971X)
- (it) Alberto Campana, « Corpus Nummorum Antiquæ Italiæ : Umbria - Tuder », Panorama Numismatico, vol. 64,‎ 1993 (ISSN 0392-971X)

### Collections
- Sylloge Nummorum Graecorum :
  - American Numismatic Society: The Collection of the American Numismatic Society,New York
  - Danish National Museum: The Royal Collection of Coins and Medals, Copenhagen
  - British collections